# Suhomesnati proizvodi
Suhomesnati proizvodi, sušeni proizvodi od svinjskoga mesa: ombolo (žlomprt, zarebnjak), sušena vratina (ošokolo), panceta, istarske kobasice i pršut, koji se u Hrvatskoj tradicionalno proizvode.
Sušeni proizvodi od govedine: dalmatinska pastrima i sudžuk. 
Tehnološke su im faze proizvodnje jednake, a razlikuju se po sirovini, utrošku soli i začina (lovorovo lišće, ružmarin, papar) te trajanju pojedine proizvodne faze. Sušeni se ombolo proizvodi od dugoga leđnog mišića težine 4,50 do 6,00kg i dužine 0,70 do 0,90m, sušena vratina od obrađenoga svinjskoga vrata, panceta od obrađene pol. potrbušine i dijelova mišičja mase 3,50–5,00kg. Faze tehnološkoga postupka proizvodnje obuhvaćaju od starine uvriježen način obradbe sirovine, soljenje krupnom morskom soli, dodavanje dopuštenih mirodija i začinskoga bilja, sušenje na buri, zrenje ili fermentacija u podrumskim prostorijama. Iznimke su istarske kobasice, sušen i fermentiran domaći proizvod rađen po autohtonoj specifikaciji od usitnjenih nježnih trbušnih mišića i tvrdoga masnoga tkiva u određenom omjeru, s dodatkom soli i mirodija te ovijen prirodnim ovitkom.